# 넛지헬스케어
넛지헬스케어 주식회사(영어: NudgeHealthcare)는 서울특별시 강남구에 본사를 둔 소프트웨어 기업으로, 만보기 겸 리워드앱 애플리케이션인 캐시워크로 잘 알려져 있다.

## 역사
넛지헬스케어는 2016년 7월, 캐시워크 주식회사라는 법인으로 설립되었다.
2020년 12월 미국에 캐시워크를 론칭하며 해외 시장에 진출하였으며, 미국 캐시워크의 누적 가입자는 100만 명을 돌파했다.
2021년 6월에는 사명을 캐시워크에서 넛지헬스케어로 변경하였다.
2023년 4월, 한국투자파트너스, 신한캐피탈, 신한투자증권 등으로부터 300억 원 규모의 투자를 유치했다.
2024년 6월, 미국에 이어 일본 시장으로도 진출하였다.
2025년 3월, 코스닥 상장사인 NBT를 인수하였다.